# André Petit (homme politique)
Pour les articles homonymes, voir André Petit et Petit.
André Petit, né le 11 septembre 1921 à Argent-sur-Sauldre (Cher) et mort le 20 juillet 2021 à Eaubonne (Val-d'Oise), est un homme politique français. 

## Biographie
Il est maire d'Eaubonne, dans le Val d'Oise, de 1965 à 2001. Il est cofondateur du jumelage franco-allemand avec la ville de Budenheim.
De 1967 à sa démission en 1979, il est conseiller général du canton d'Eaubonne.
Il est élu député du Val-d'Oise le 19 mars 1978 pour la VIe législature et siège jusqu'à la dissolution de l'Assemblée nationale le 22 mai 1981.